# 内乱記
『内乱記』（ないらんき、羅: Commentarii de Bello Civili）は、『ガリア戦記』の続篇であり、共和政ローマ末期の政治家・軍人のガイウス・ユリウス・カエサルが自らの手で書き記した、ローマ内戦の記録である。カエサルのポンペイウスや元老院に対する闘争が描かれる。

## 概要
紀元前49年1月のローマ内戦開始（ルビコン川渡河）から、翌紀元前48年9月のポンペイウスの死、10月のカエサルのエジプト（アレクサンドリア）上陸、そして11月のポティヌス殺害までの約2年間が記述されている。（ここから先の記録の続篇は、アウルス・ヒルティウスによる『アレクサンドリア戦記』で描かれる。）
原題は、『ガリア戦記』と共に、『ガイウス・ユリウス・カエサルの業績に関する覚書』（羅: C.Iulii Caesaris Commentarii Rerum Gestarum）であり、後に便宜上、『ガリア戦記』の方を「～ de Bello Gallico」、『内乱記』の方を「～ de Bello Civili」等と区別するようになっていったと推測される。

## 構成
現在刊行されている全ての校訂本は、写本の伝統に則り、全3巻で構成されているが、『ガリア戦記』にも見られるように、カエサルの記録は概して一年を一巻にまとめる形式のため、本来は、共に紀元前49年について述べている現在の第1巻と第2巻が一つの巻を成し、紀元前48年について述べている現在の第3巻との二巻本だったと考えられる。
紀元前49年（第1巻-第2巻）は、主にイタリア半島からヒスパニア（スペイン）にかけてを舞台とした戦闘に関する記述で占められる。紀元前48年（第3巻）は一転して、ポンペイユスが逃げ込んだバルカン半島（ギリシア）を舞台とした戦闘に関する記述で占められる。
- 第1巻（紀元前49年1月-7月）
  - 1月 - 元老院からカエサルへ最後通牒、カエサルのルビコン渡河、ポンペイウスのローマ離脱。
  - 2月 - カエサル、アウクシムム→フィルムム→コルフィニウムを攻略。ポンペイウス、ブルンディシウム到着。
  - 3月 - ポンペイウス、ギリシアへ渡海。カエサル、ローマ帰還。
  - 4月 - カエサル、ローマを離れヒスパニアへ。カエサル、マッシリアに到着。
  - 5月 - トレボニウスもマッシリア到着。マッシリア包囲戦の開始。
  - 6月 - カエサル、マッシリアを去りヒスパニアへ。イレルダ到着。イレルダの戦いの開始。
  - 7月 - カエサル、敵のヒベルス川・オクトゲサへの退路を封鎖。
- 第2巻（紀元前49年8月-10月）
  - 8月 - クリオ、シチリアからアフリカへ向かう。アフリカ上陸、ウティカへ。戦闘と後退、戦死。
  - 9月 - カエサル、コルドゥバ→ガデス→タッラコと移動。
  - 10月 - カエサル、マッシリアに帰還。
- 第3巻（（紀元前49年12月-） 紀元前48年1月-11月）
  - 12月 - カエサル、ローマからブルンディシウムへ。
  - 1月 - カエサル、ブルンディシウムから出航し、パラエステに上陸。オリクム→アポッロニア占領、アプスス川近傍に設営。
  - 3月 - アントニウス、ニュンパエウムに上陸。
  - 4月 - カエサルとアントニウス合流。ポンペイウスをドゥラキウムで包囲。
  - 6月 - ポンペイウス、包囲網突破の試み。
  - 7月 - ポンペイウス、包囲網突破に成功。カエサル、アポッロニアを経てテッサリア地方へ。ゴンピ攻略、メトロポリス占領。パルサルスに野営設置。
  - 8月 - ファルサルスの戦い。カエサル、ラリサに到着。ポンペイユス、アンピポリス→ミュティレネへ移動。
  - 9月 - カエサル、アジアへ移動。ポンペイユス、キプロス島→エジプト（アレクサンドリア）へ移動後、殺される。
---
  - 10月 - カエサル、アレクサンドリアに到着、プトレマイオス13世とクレオパトラ7世を呼びつける。
  - 11月 - アキッラス、プトレマイオス13世の使者を殺し、カエサルを包囲する。カエサル、エジプト艦隊を焼き、ポティヌスを殺させる。

## 日本語訳
- 『内乱記』 國原吉之助訳 （講談社学術文庫、1996年）
  - 元版『カエサル文集』（筑摩書房、1981年）
- 『カエサル戦記集　内乱記』 高橋宏幸訳・注解（岩波書店、2015年）